# Todd Waggoner
Todd Eric Waggoner (* 24. Dezember 1965 in Arlington Heights, Illinois) ist ein ehemaliger US-amerikanischer Eiskunstläufer.
Waggoner trat im Paarlauf mit Gillian Wachsman an. Gemeinsam konnten sie vier Medaillen bei den nationalen Meisterschaften der Vereinigten Staaten gewinnen: 1985 gab es Bronze, 1987 und 1988 jeweils Silber und 1986 gewannen sie Gold. Des Weiteren erreichten sie bei den Eiskunstlauf-Weltmeisterschaften zweimal den siebenten Platz (1986, 1987) und einmal Rang vier (1988). Ebenfalls 1988 nahmen Waggoner und Wachsman an den Olympischen Winterspielen in Calgary teil. Dort erreichten sie im Paarlauf Platz fünf. Nach dem Ende ihrer Wettkampfkarriere traten Waggoner und Wachsman bei diversen professionellen Eisshows auf.

## Ergebnisse

### Paarlauf
(mit Gillian Wachsman)
| Wettbewerb / Jahr                | 1985 | 1986 | 1987 | 1988 |
| -------------------------------- | ---- | ---- | ---- | ---- |
| Olympische Winterspiele          |      |      |      | 5.   |
| Weltmeisterschaften              |      | 7.   | 7.   | 4.   |
| US-amerikanische Meisterschaften | 3.   | 1.   | 2.   | 2.   |